# Remarques mêlées
Les Remarques mêlées sont une sélection des notes personnelles de Ludwig Wittgenstein faite par Georg Henrik von Wright. Elles ont été publiées pour la première fois en allemand sous le nom de Vermischte Bemerkungen en 1977. La deuxième édition augmentée de Wright (1978) a été traduite par Peter Winch et publiée en 1980 (et réimprimée en 1984) sous le titre Culture and Value,.
Les remarques sont classés par ordre chronologique ; près de la moitié d'entre elles proviennent de la période postérieure à l'achèvement (en 1945) de la première partie des Recherches philosophiques.
À la fin du livre apparaît un poème qui a été offert par Wittgenstein à Ludwig Hänsel ; on suppose qu'il en est l'auteur.
Parmi les remarques publiées, une attention particulière a été accordée à un passage où Wittgenstein énumère les personnes qui, selon lui, l'ont influencé :

« Il y a, je crois bien, une vérité dans ce que je pense parfois : qu’à proprement parler je suis simplement reproductif dans ma pensée. Je crois que je n’ai jamais inventé un chemin de pensée, mais qu’il m’a été donné par quelqu’un d’autre. Tout ce que j’ai fait, c’est de m’en emparer immédiatement avec passion pour mon travail de clarification. C’est ainsi que m’ont influencé Boltzmann, Hertz, Schopenhauer, Frege, Russell, Kraus, Loos, Weininger, Spengler et Sraffa. »

Une autre remarque datant de la même année (1931) témoigne de la première occurrence du terme « air de famille » — concept central du second Wittgenstein — dans une discussion sur l'œuvre de Spengler.

## Éditions
- Remarques mêlées  (trad. Gérard Granel, préf. Georg Henrik von Wright, introduction et notes Jean-Pierre Cometti), Flammarion, 2002 (ISBN 2-08-070815-5).